# Pactana elegantula
Pactana elegantula är en insektsart som beskrevs av Rauno E. Linnavuori 1960. Pactana elegantula ingår i släktet Pactana och familjen dvärgstritar. Inga underarter finns listade i Catalogue of Life.